# Tadashi Kawamata

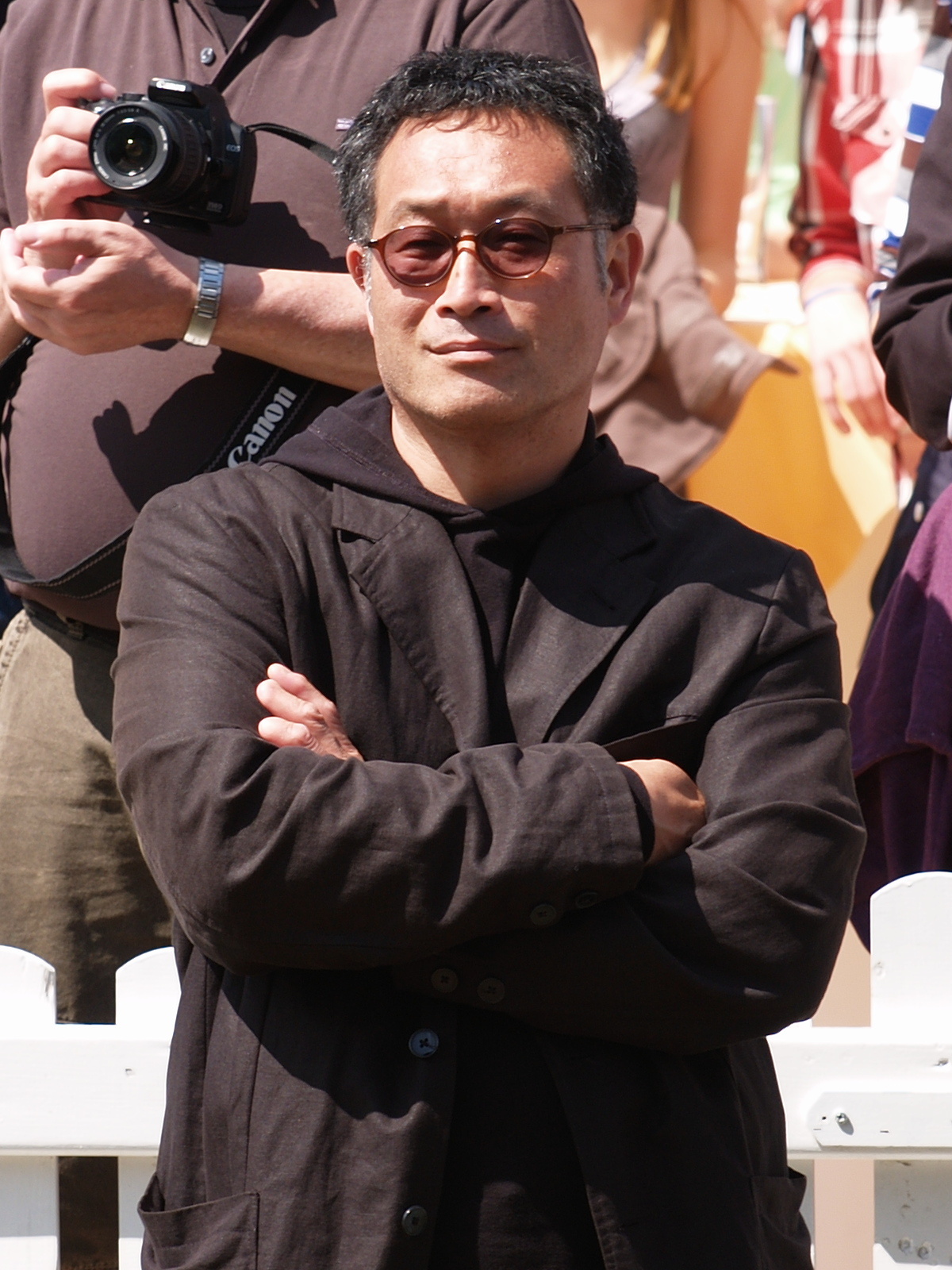
Tadashi Kawamata (2010)

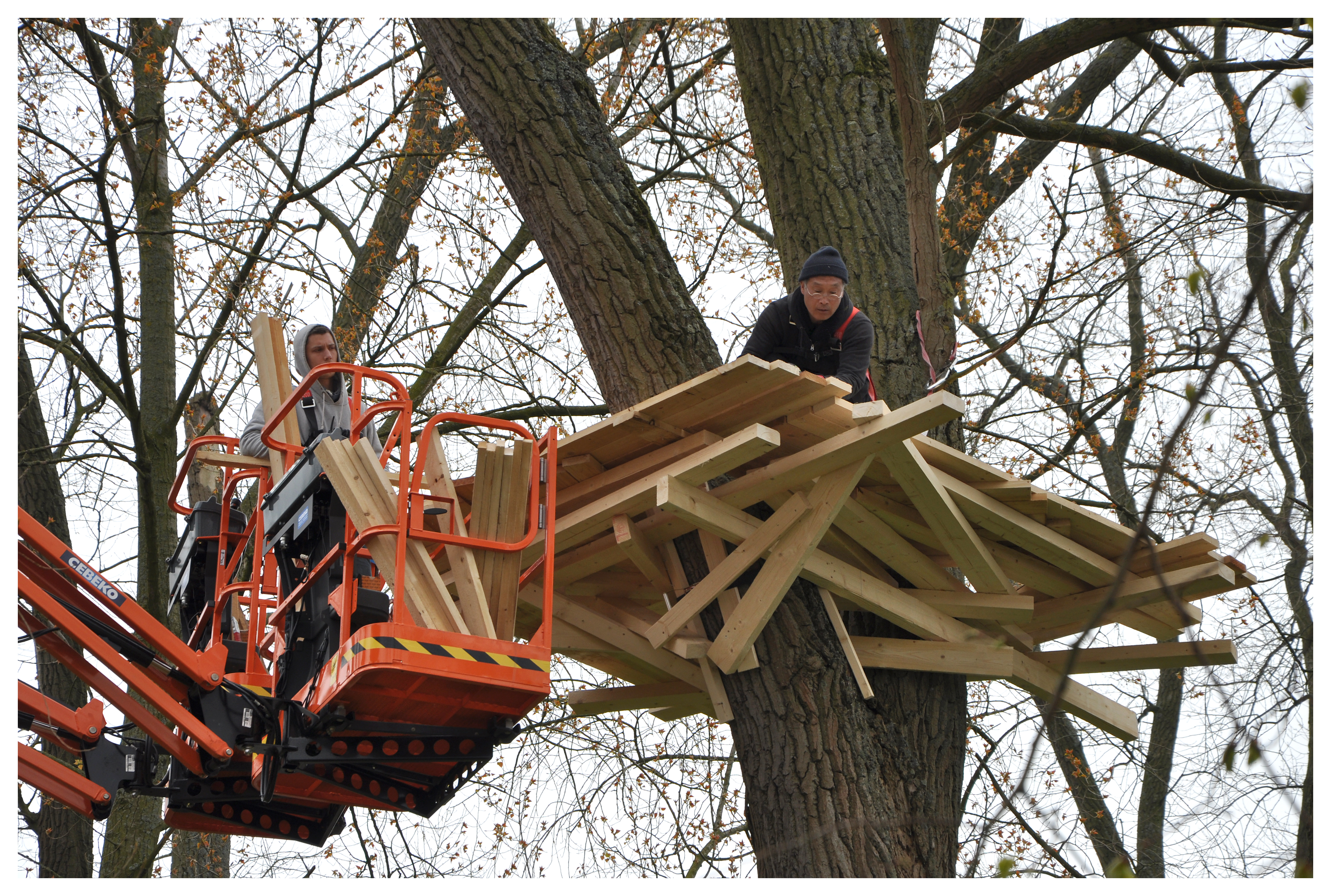
Tadashi Kawamata bei der Arbeit im Beginenhof für die Triennale von Brügge (2015)

Tadashi Kawamata (jap. 川俣 正, Kawamata Tadashi; * 1953 in Mikasa, Hokkaidō) ist ein japanischer Bildhauer und Fotograf, der in Tokio und Paris lebt und arbeitet.

## Leben und Werk

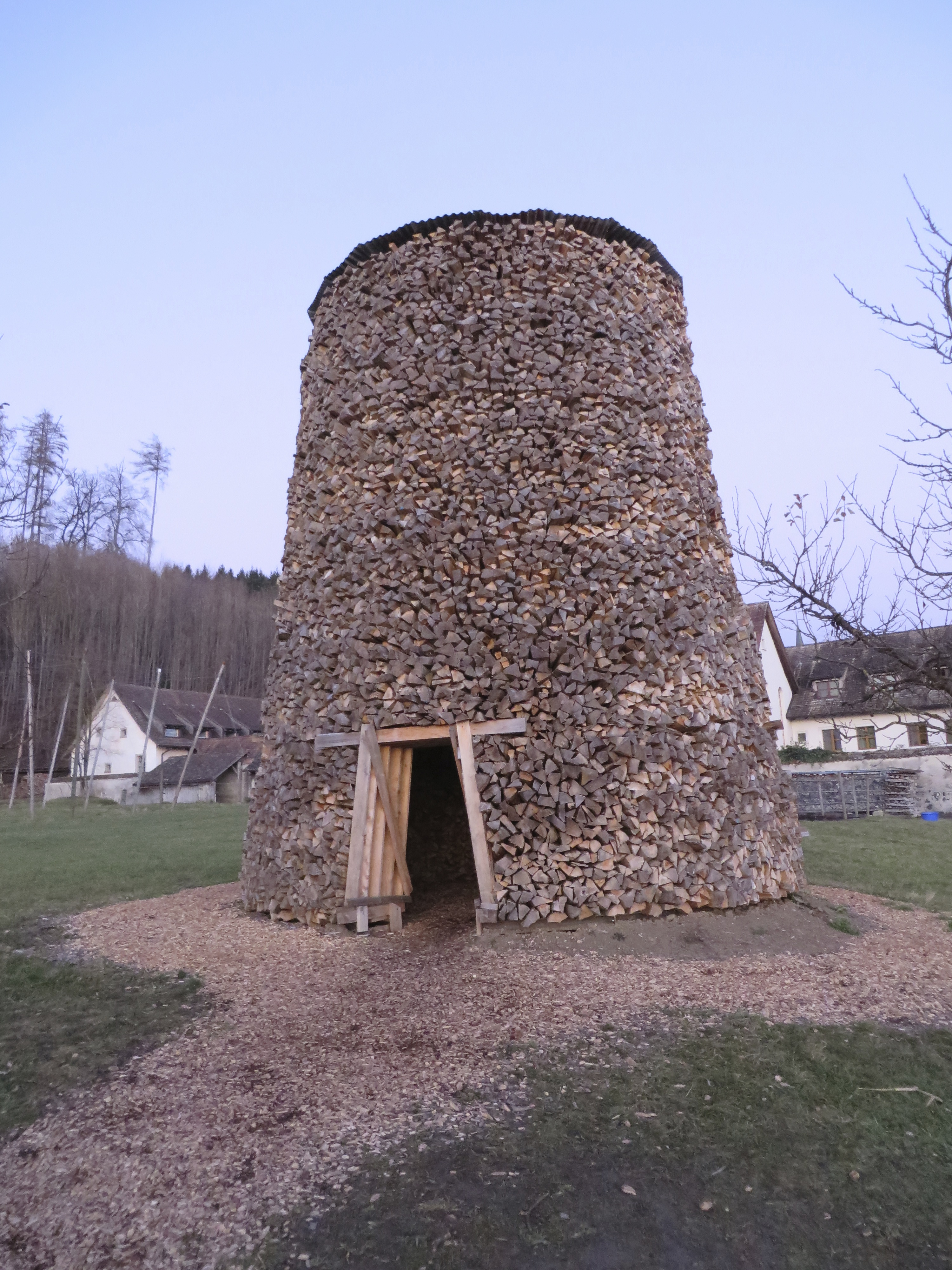
Scheiterturm von Tadashi Kawamata

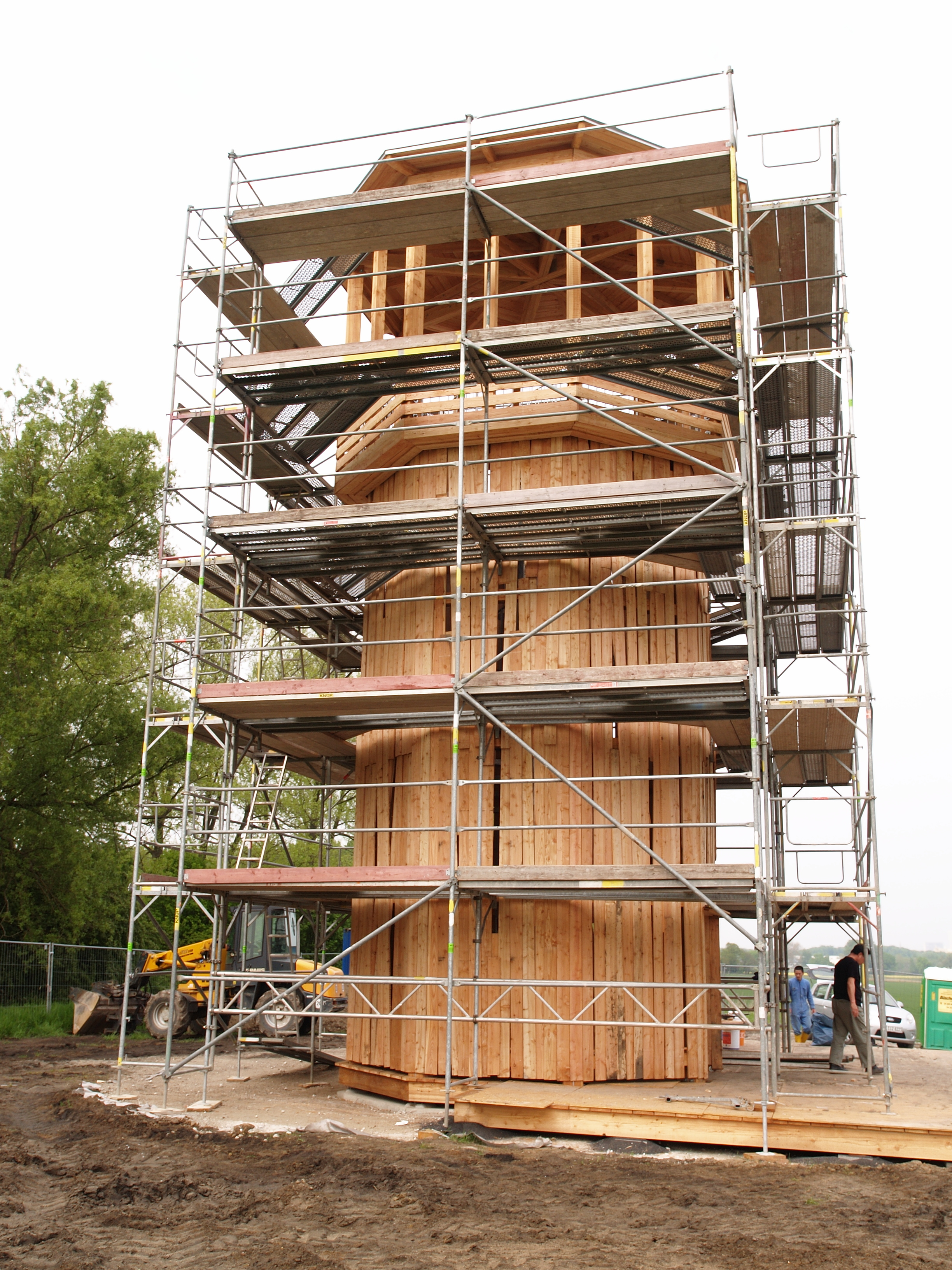
Tadashi Kawamata, Walkway and Tower 05

Kawamata ist 1953 im Norden Japans geboren und erlangte 1972 auf der Hokkaidō-Iwamizawa-Higashi-Oberschule seinen Schulabschluss.
1999 bis 2005 lehrte er an der Tōkyō Geijutsu Daigaku in Tokio, seitdem ist Tadashi Kawamata Professor an der École nationale supérieure des beaux-arts de Paris in Paris. 2005 war Kawamata künstlerischer Leiter der 3. Yokohama Triennale.

„Ich bin wie ein Zugvogel. Man nennt sie nomadisch, aber ein Nomade ist etwas viel zu Spezielles. Als Zugvogel lebt man irgendwo und zieht jede Saison fort, aber man muss auch wieder zurückkehren.“

Tadashi Kawamata ist weltweit tätig. Seine Werke setzen sich in Bezug zu ihrer Umgebung. Er entwickelt Gebäudekonstruktionen aus überlagerten Balken und Brettern, die vor Ort oder in der Nähe besorgt werden. In einigen Projekten bezieht er sich auf die behelfsmäßigen Behausungen von Obdachlosen. Andere monumentale Werkstücke sind Brückenprojekte oder nicht begehbare Baumhütten wie z. B. am Haus der Kulturen der Welt in Berlin. Kawamatas temporäre Holzlattenarchitekturen ummanteln Kirchen, Krankenhäuser, Häuser und verlassene Hangars. 2008 stellte er im Zentrum für zeitgenössische Kunst La Maréchalerie aus. und leitete einen Workshop an der École Nationale Supérieure d’Architecture de Versailles.

## Ausstellungen (Auswahl)

### Installationen im Außenraum
- 1996: Sidewalk Wiener Neustadt, Österreich[8]

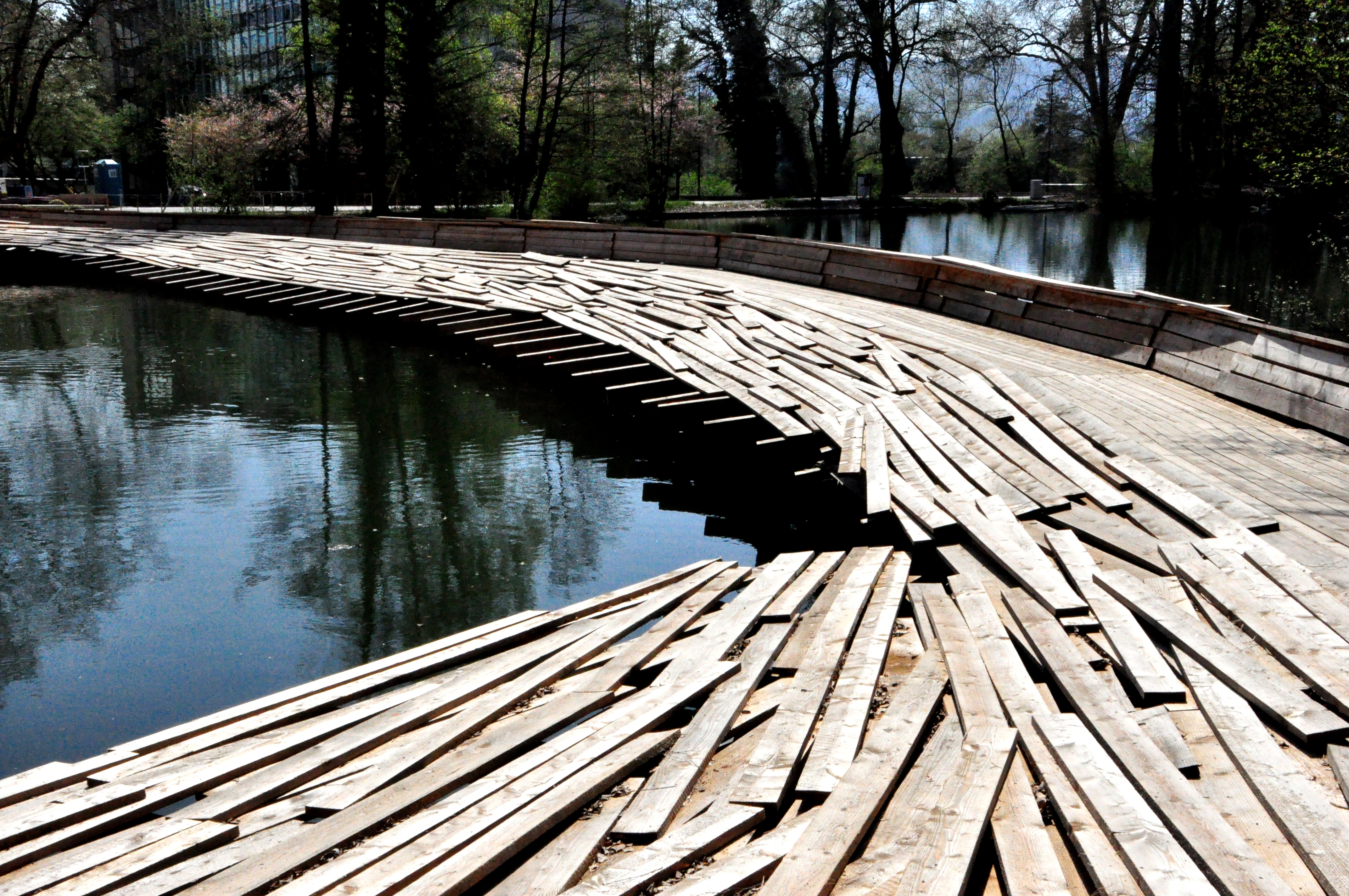
Drift Structure (2010), Zellwegerpark in Uster

- 2002: Platz vor dem Schloss Ujazdowski, Polen.[9]
- 2009: Haus der Kulturen der Welt, Berlin[10]
- 2010: Drift Structure Zellweger Park, Uster, Schweiz[11]
- 2010: Walkway and Tower Emscherkunst,  Emscherinsel.[12]
- 2012: Track, Hagelandkaai-Station Gent Dampoort, Gent
- 2013: Tadashi Kawamata Gandamaison in Versailles, Frankreich
- 2013: Scheiterturm Kunstmuseum Thurgau, Kanton Thurgau, Schweiz[13]
- 2013: Favela Café Art Basel, Basel[14]

### Installationen in Museen
- 2014: Neugestaltung der Sammlung Asien, MAK Wien[15]

### Einzelausstellungen
- 1995: Tadashi Kawamata Kunsthalle Recklinghausen, Recklinghausen
- 1997: Tadashi Kawamata field work Sprengel Museum Hannover, Hannover
- 2010: Hütten auf der Fassade Centre Georges Pompidou, Paris[16]

### Gruppenausstellungen
- 1982: 55. Biennale di Venezia, Venedig[17]
- 1987: documenta 8, Kassel
- 1992: documenta IX, Kassel
- 1997: Skulptur.Projekte in Münster[18]
- 2003: Bridge and Archives Museum Schloss Moyland in Bedburg-Hau: Tadashi Kawamata und Leo van der Kleij[19]
- 2010: 13. Istanbul Biennale, Istanbul